# Comitatul Gasconade, Missouri
Comitatul Gasconade (în engleză Gasconade County) este un comitat din statul Missouri, Statele Unite ale Americii. Are o suprafață de 1.363 km². Populația este de 14.794 locuitori, determinată în 1 aprilie 2020, prin recensământ.

## Demografie
|  | Graficele sunt indisponibile din cauza unor probleme tehnice. Mai multe informații se găsesc la Phabricator și la wiki-ul MediaWiki. |

Date: Wikidata - grafică realizată de Wikipedia